# مصفاة السكر (عنافجة)
مصفاة السكر (بالفارسية: تصفیه شکر) هي منطقة سكنية وتقع في إيران في قسم عنافجة الريفي. يقدر عدد سكانها بـ 413 نسمة .